# Val Buëch-Méouge
Val Buëch-Méouge é uma comuna francesa na região administrativa da Provença-Alpes-Costa Azul, no departamento dos Altos Alpes. Estende-se por uma área de 68.48 km². Em 2010 a comuna tinha 1 373 habitantes (densidade: 20 hab./km²).
Foi criada em 1 de janeiro de 2016, a partir da fusão das antigas comunas de Ribiers, Châteauneuf-de-Chabre e Antonaves.